# Serodino
Serodino is een plaats in het Argentijnse bestuurlijke gebied Iriondo in de provincie Santa Fe. De plaats telt 3.375 inwoners.
Serodino is de geboorteplaats van de Argentijnse schrijver Juan José Saer.